# Flat Rock (Michigan)
Pour les articles homonymes, voir Flat Rock.
Flat Rock est une ville des comtés de Wayne et de Monroe dans l'état du Michigan.
En 2010, la population était de 9 878 habitants.

## Économie

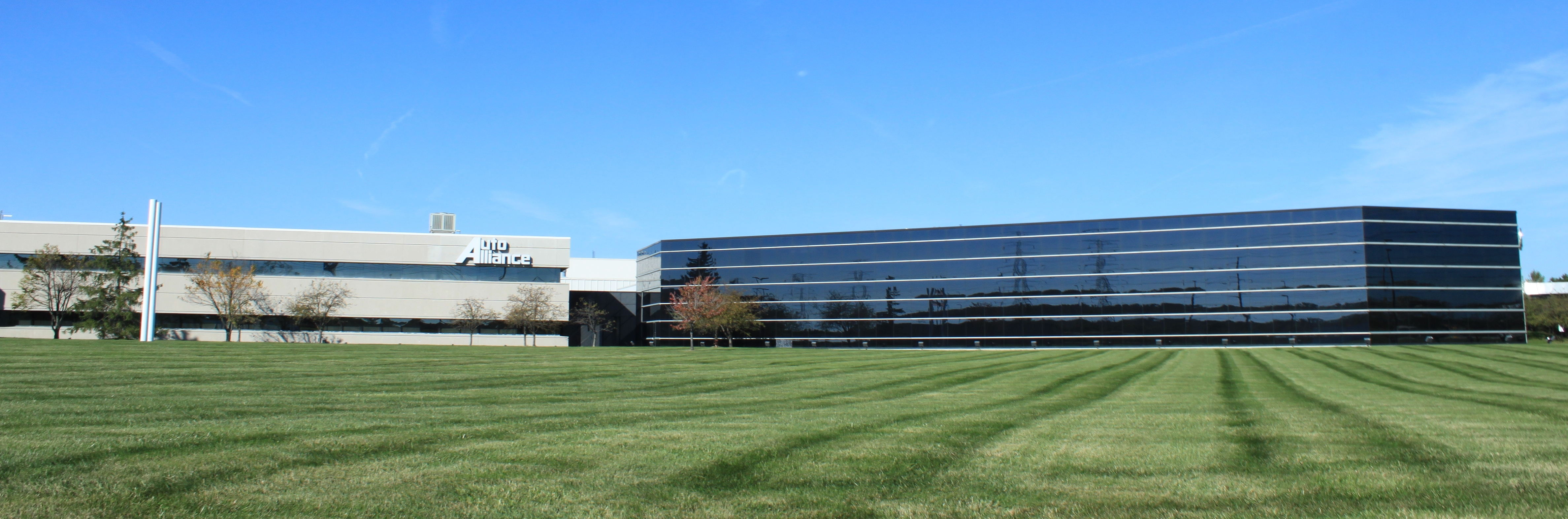
L'usine d’assemblage en 2010.

On y trouve une usine d'assemblage du constructeur Ford, la Flat Rock Assembly Plant (en), qu'Henry Ford a établie en 1925. 
C'est dans cette usine qu'a eu lieu le premier accident mortel d'un ouvrier causé par un robot. Robert Williams (en) est tué par un robot industriel le 25 janvier 1979.

## Personnalités
- Fred Gladding (1936-2015), joueur américain de baseball né à Flat Rock.